# Allt till Jesus vill jag lämna
Allt till Jesus vill jag lämna är en psalm av Judson W van de Venter med originaltitel All to Jesus I surrender och publicerades första gången 1896, i svenska Segertoner 1922. Musiken är skriven av Winfield S. Weeden. Frälsningsarméns sångbok 1959 har en annan översättning med titelraden Allt för Jesus jag uppgiver. Den har 3-5 verser i olika psalmböcker. Verserna är 4-radig och psalmen har en refrängtext som lyder:
Jag nu lämnar allt.
Ja, jag lämnar allt.
Allt till dig, min dyre Jesus.
Jag nu lämnar allt.
Melodin är skriven av Winfield S Weeden och används i Evangeliska sånger II 1934 till psalmen Kommen alla, I som bären.

## Publicerad i
- Segertoner 1922 som nr 316 under rubriken "Frigörelse".
- Segertoner 1930 som nr 316 under rubriken "Överlåtelse och lydnad" (5 verser).
- Segertoner 1960 som nr 316(5 verser).
- Segertoner 1988 som nr 593 under rubriken "Efterföljd – helgelse".[1]
- Jubla i Herren 2003 som nr 10 (3 verser)